# Alleanza per la Repubblica
Alleanza per la Repubblica (in francese: Alliance pour la République - APR) è un partito politico senegalese di orientamento centrista fondato nel 2008.
Il partito si è affermato su iniziativa di Macky Sall, Primo ministro dal 2004 al 2007, dopo la sua fuoriuscita dal Partito Democratico Senegalese, di cui era espressione l'allora presidente della Repubblica Abdoulaye Wade.
Le elezioni presidenziali del 2012 hanno visto la vittoria di Sall, che ha sconfitto al ballottaggio il presidente uscente Wade.
In vista delle elezioni parlamentari del 2012, il partito ha dato vita ad un'ampia coalizione assieme al Partito Socialista e ad altre formazioni di centro-sinistra: dei 119 seggi su 150 spettanti alla coalizione, 65 sono stati conquistati dall'APR. Dal 2012 la coalizione ha espresso i governi di Abdoul Mbaye (2012-2013), Aminata Touré (2013-2014) e Mohammed Dionne (dal 2014).

## Risultati
| Elezione          | Voti      | %     | Seggi     |
| ----------------- | --------- | ----- | --------- |
| Parlamentari 2012 | 1.040.899 | 53,06 | 119 / 150 |
| Parlamentari 2017 | 1.637.761 | 49,47 | 125 / 165 |
| Parlamentari 2022 | 1.518.137 | 46,56 | 82 / 165  |
| 1.                |           |       |           |